# Giacomo Radini-Tedeschi
Giacomo Maria Radini-Tedeschi (Piacenza, 12 luglio 1857 – Bergamo, 22 agosto 1914) è stato un vescovo cattolico e sociologo italiano, vescovo di Bergamo dal 1905 al 1914.

## Biografia

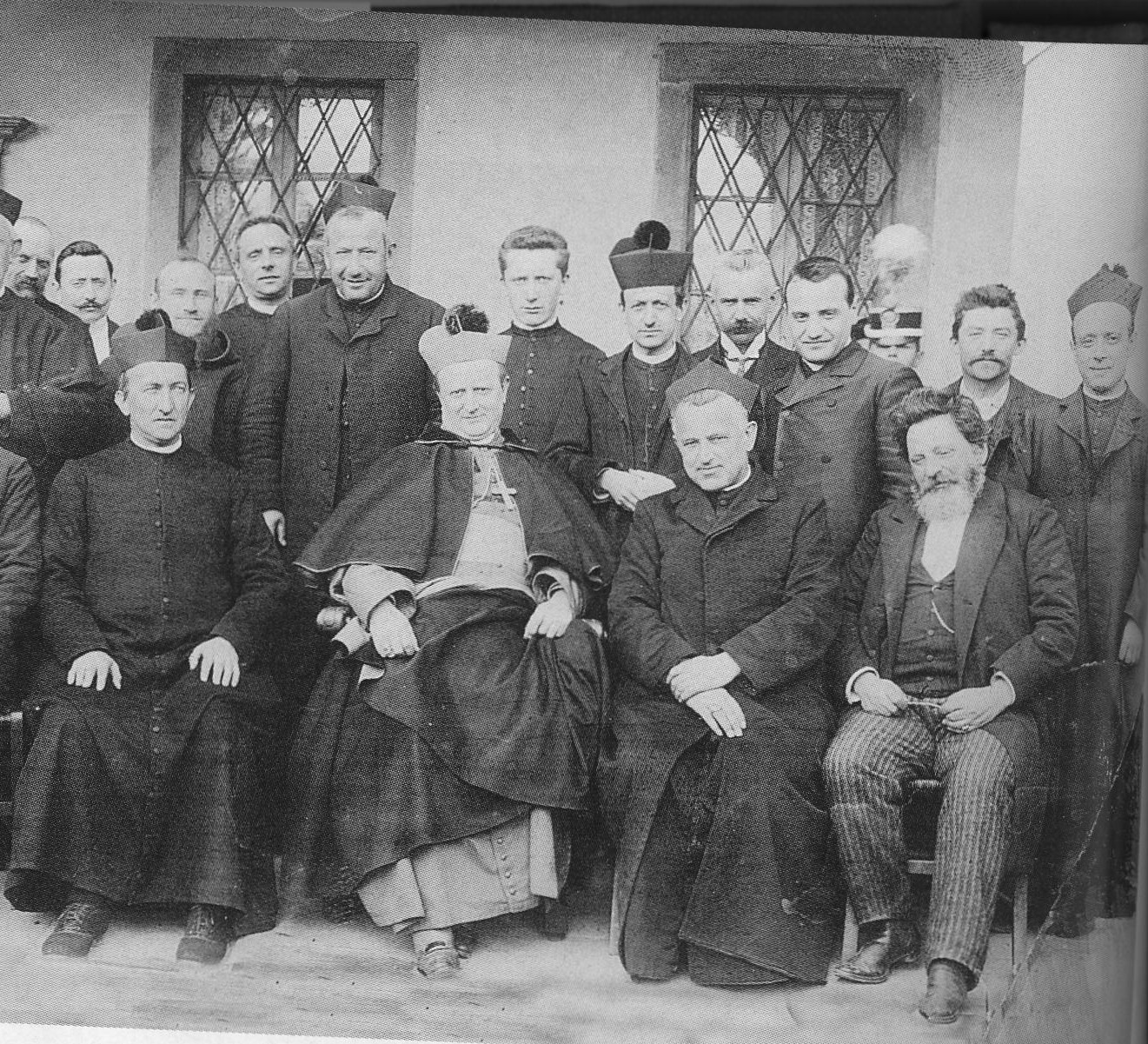
Alla sinistra del vescovo Radini-Tedeschi (terzo della seconda fila) è riconoscibile Angelo Giuseppe Roncalli il futuro papa Giovanni XXIII

Fu ordinato presbitero nel 1879. Professore di diritto canonico a Piacenza. Attivo fin dal 1883 nell'Opera dei congressi e dei comitati cattolici.
Nel 1890 divenne collaboratore della Segreteria di Stato della Santa Sede e in quest'ambito nel 1891 fu incaricato di portare la berretta cardinalizia in Austria al neo porporato monsignor Gruscha e nel 1893 in Francia per i monsignori Lecot e Bourret: quest'ultima missione rientrava nella linea di raillement (allineamento) verso la Terza Repubblica francese perseguita da papa Leone XIII, di cui i due neoporporati erano fautori. In queste missioni fu accompagnato da  Achille Ratti, il futuro papa Pio XI, suo coetaneo, con il quale aveva frequentato, verso la fine degli anni settanta dell'Ottocento, il Pontificio seminario lombardo di Roma.
Dopo lo scioglimento dell'Opera dei congressi, Giacomo Radini-Tedeschi, all'epoca canonico di San Pietro in Vaticano e docente di sociologia presso il Collegio leoniano di Roma, fu nominato il 4 gennaio 1905 vescovo di Bergamo. L'ordinazione episcopale gli fu conferita personalmente da papa Pio X nella Cappella Sistina il successivo 29 gennaio.
Quale proprio segretario scelse don Angelo Roncalli, il futuro papa Giovanni XXIII.
Affetto da un tumore - si spense all'età di 57 anni il 22 agosto 1914. Due giorni prima era morto a Roma papa Pio X e, da poche settimane, era scoppiata la prima guerra mondiale.
Oggi riposa nella Cattedrale di Bergamo.

## Il carattere e l'opera
Di origini aristocratiche,  la sua attività si caratterizzò per l'interesse verso le problematiche sociali tipiche del suo tempo: nell'autunno del 1909 sostenne lo sciopero di Ranica, con il quale i lavoratori di una fabbrica tessile aderenti al sindacato cattolico chiedevano una riduzione dell'orario di lavoro, allora di 11 ore giornaliere per sei giorni alla settimana, e fu accusato per questo di modernismo e progressismo (ma le accuse caddero).

## Genealogia episcopale e successione apostolica
La genealogia episcopale è:
- Cardinale Scipione Rebiba
- Cardinale Giulio Antonio Santori
- Cardinale Girolamo Bernerio, O.P.
- Arcivescovo Galeazzo Sanvitale
- Cardinale Ludovico Ludovisi
- Cardinale Luigi Caetani
- Cardinale Ulderico Carpegna
- Cardinale Paluzzo Paluzzi Altieri degli Albertoni
- Papa Benedetto XIII
- Papa Benedetto XIV
- Papa Clemente XIII
- Cardinale Marcantonio Colonna
- Cardinale Giacinto Sigismondo Gerdil, B.
- Cardinale Giulio Maria della Somaglia
- Cardinale Carlo Odescalchi, S.I.
- Cardinale Costantino Patrizi Naro
- Cardinale Lucido Maria Parocchi
- Papa Pio X
- Vescovo Giacomo Radini-Tedeschi

La successione apostolica è:
- Cardinale Giorgio Gusmini (1910)
- Arcivescovo Giosuè Signori (1910)